# Qaraqullar
Qaraqullar är en ort i Azerbajdzjan.   Den ligger i distriktet Daşkəsən Rayonu, i den västra delen av landet, 300 km väster om huvudstaden Baku. Qaraqullar ligger 1 651 meter över havet och antalet invånare är 796.
Terrängen runt Qaraqullar är kuperad åt nordost, men åt sydväst är den bergig. Närmaste större samhälle är Yukhary-Dashkesan, 10,5 km norr om Qaraqullar. 
I omgivningarna runt Qaraqullar växer i huvudsak blandskog. Runt Qaraqullar är det ganska glesbefolkat, med 31 invånare per kvadratkilometer.